# 巴胡巴爾烏帕齊拉
巴胡巴爾乌帕齐拉是孟加拉国霍比甘傑縣的一个乌帕齐拉，位於錫爾赫特专区的霍比甘傑縣。。

## 人口
據1991年孟加拉國人口普查，巴胡巴爾共有戶數25,208戶，人口137402人。其中男性佔比50.58%，女性佔比49.42%；成年人口69,868人。該地7歲以上人口之平均識字率為23.0%，低於全國平均值（32.4%）。